# 操守經
操守經（1524年—？年），字仲權，江西饒州府浮梁縣人，明朝政治人物。

## 生平
治《詩經》。嘉靖二十五年（1546年）丙午科江西鄉試第二十八名舉人，嘉靖二十九年（1550年）庚戌科會試一百三十四名，廷試第三甲第七十二名進士。授推官，三十三年五月选授户科給事中。三十五年九月工部尚書趙文華革职为民，以其党护，廷杖后黜为民。

## 家族
曾祖操仕寬；祖操汝諧，贈南京工部員外郎；父操栢；母李氏。具慶下。行三，兄守仁；守廉，弟守介；守潔。